# Judithbrücke

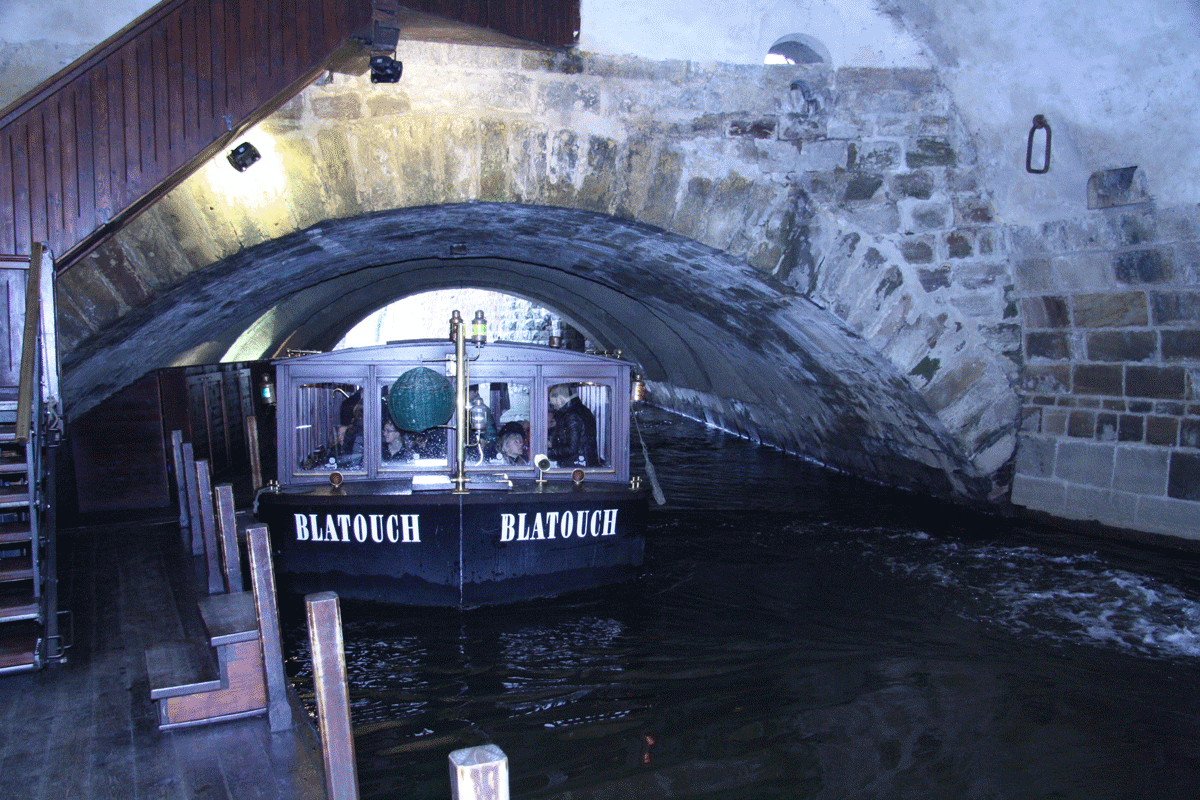
Brückenbogen der ehemaligen Judithbrücke auf dem Altstädter Ufer

Die Judithbrücke (tschechisch Juditin most) war eine Steinbrücke über die Moldau in Prag. Sie war der Vorgänger der heutigen Karlsbrücke und lag flussabwärts – nördlich – von ihr. Sie wurde zwischen 1158 und 1172 erbaut als die erste Steinbrücke in Böhmen und eine der ältesten nördlich der Alpen. Zu dieser Zeit gab es nur wenige Steinbrücken in Mitteleuropa, so in Würzburg (1133), in Regensburg (1135) und in Dresden.

## Geschichte
Eine hölzerne Brücke über die Moldau gab es in Prag wahrscheinlich schon im 10. Jahrhundert. Ein Indiz dafür findet sich in der sog. Christianslegende, die die Überführung des ermordeten Fürsten Wenzel von Böhmen aus Stará Boleslav auf die Prager Burg beschreibt und eine Moldaubrücke erwähnt. Die Holzbrücke wurde 1157/58 durch ein Hochwasser zerstört.
Die Idee, eine steinerne Brücke als Ersatz zu bauen, wird dem dreizehnten Prager Bischof Daniel zugeschrieben. Inspiriert wurde er möglicherweise durch die Steinbrücken, die er auf dem Kriegsfeldzug mit dem böhmischen König Vladislav II. in Italien gesehen hatte. Die Brücke wurde nach der Gattin des Königs Vladislav II., Judith von Thüringen, benannt, die den Bau gefördert haben soll.
Der Chronist Vincent Pražský zeigt seine Bewunderung mit folgenden Worten:

„Ihre Taten, unsere werte Judith, berühmteste Königin von Böhmen, zeigen, wie klug, edel und tüchtig Sie sind. Was jedoch alles überragt, ist das Werk der Prager Brücke. Das, was keiner der Fürsten, Herzoge und Könige bis zu Ihrer Regierung durchzuführen vermochte, haben Sie, unsere ruhmvolle Herrscherin, innerhalb von drei Jahren geschafft“

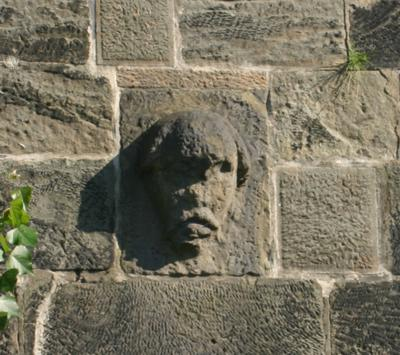
Relief Bradáč in der Kaimauer auf der Altstädter Seite. Der Legende nach stellt es den Erbauer der Brücke dar.

Der Bau wurde mit Hilfe italienischer Baumeister durchgeführt. Die Brücke wurde im Jahr 1172 fertiggestellt.
Im Jahr 1253 übergab der König Wenzel I. die Brückenverwaltung dem Hospital des Ritterordens der Kreuzherren mit dem Roten Stern, der ein Jahr zuvor auf Křižovnické náměstí (Kreuzherrenplatz) in unmittelbarer Nähe der Brücke gegründet wurde. Für die Unterhaltung der Brücke nahmen die Brüder Brückenzoll und sie bekamen Erlös aus dem Eigentum, das ihnen der König übertragen hat. Bei besonderen Beschädigungen der Brücke sammelten sie auch Almosen in Böhmen.
Am 3. Februar 1342 wurde die Judithbrücke durch ein Hochwasser zerstört. 1357 beschloss Kaiser Karl IV. den Bau einer neuen Steinbrücke, sie wurde parallel zu der zerstörten Judithbrücke von der kaiserlichen Bauhütte unter der Leitung von Peter Parler gebaut. Das Altstädter Brückenende wurde dabei um einige Dutzend Meter nach Süden verschoben, dorthin wo heute der Altstädter Brückenturm steht.

## Beschreibung

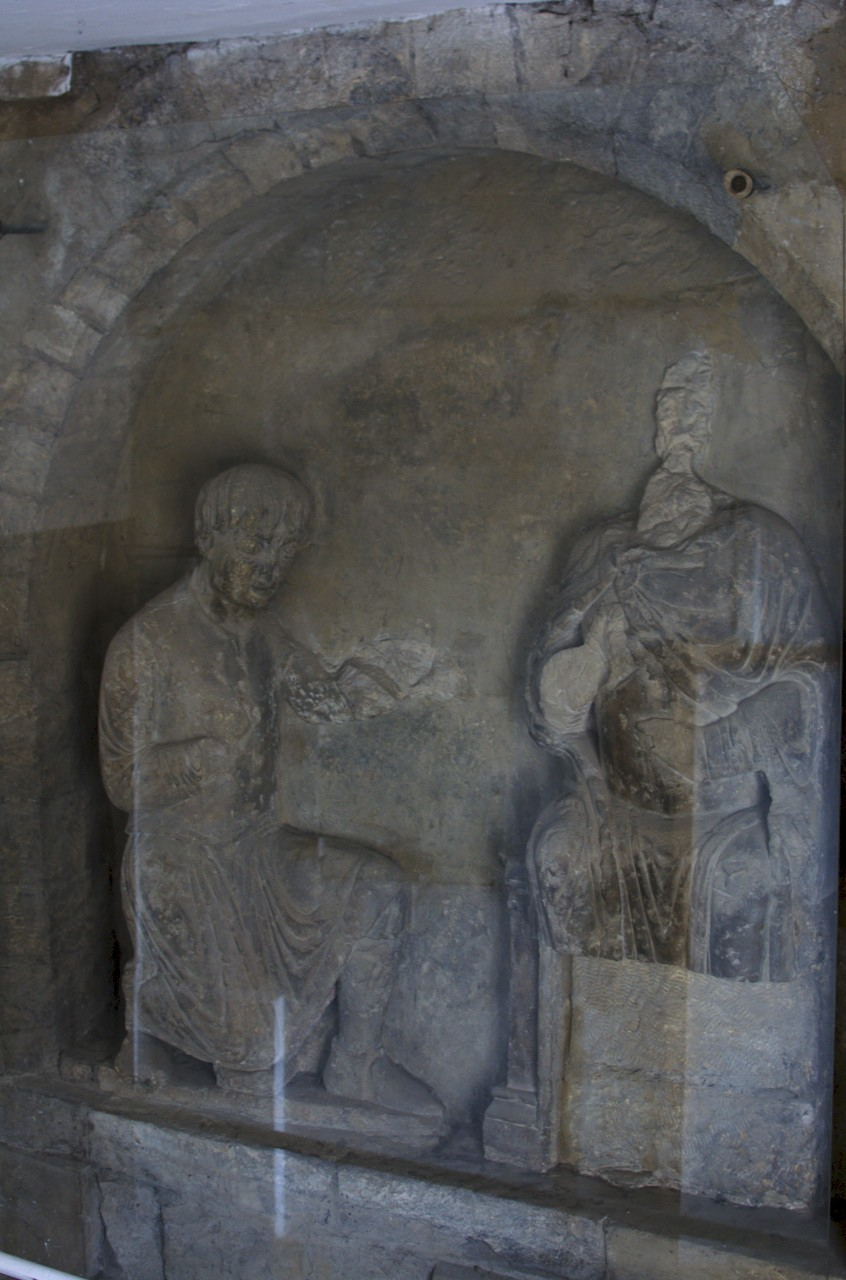
Romanisches Relief in einer Nische des Judith-Turms auf der Kleinseite

Die romanische Brücke, deren Vorbild vermutlich die Regensburger Steinbrücke aus dem Jahr 1146 war, war 514 Meter lang und 6,8 Meter breit. Sie war mit Blöcken aus Quarz oder Kieselschiefer gepflastert und war 4 bis 5 Meter niedriger als die heutige Brücke. Die Brückenpfeiler waren mit Eisbrechern ausgestattet. Die Judithbrücke stand auf rund 20 Pfeilern.

## Überreste
Einige Überreste der Judithbrücke sind im Museum der Karlsbrücke zu besichtigen, das sich im Gebäude des Kreuzritterordens auf Křižovnické náměstí (Kreuzherrenplatz) befindet. Einen erhaltenen Brückenbogen sieht man noch heute im Kanal unter Křižovnické náměstí. Weitere Teile befinden sich in Kellern der Häuser auf der Kleinseite. Zur Brücke gehörten auch Brückentürme an beiden Moldauufern. Der Judith-Turm auf der Kleinseite hat sich nach baulichen Änderungen erhalten und bildet heute einen Teil der Karlsbrücke. Vom Altstädter Turm auf der gegenüberliegenden Seite ist nur ein Rest an der südöstlichen Ecke des Gebäudes des Kreuzritterordens erhalten.
Die Brücke war wahrscheinlich mit Plastiken verziert. Erhalten geblieben ist die Plastik genannt Bradáč (der Bärtige) in der Kaimauer auf der Altstädter Seite und ein romanisches Relief in einer Nische des Judith-Turms auf der Kleinseite.

## Interessantes
- Nach einem Wehrbruch im Jahr 1784 und im Jahr 1941 floss das aufgestaute Wasser ab, und die Fundamente der Judithbrücke kamen vorübergehend zum Vorschein.
- Die Plastik Bradáč stellt der Legende nach den italienischen Baumeister der Judithbrücke dar. Das Relief diente den Pragern jahrhundertelang als Wasserstandsanzeiger. Sobald die Wasseroberfläche den Bart berührte, musste man mit der Evakuierung der Altstadt beginnen.
- Der Keller des Hauses U zlaté hvězdy (beim Goldenen Stern) in der Straße U Lužického semináře wird durch einen erhaltenen Bogen der Judith-Brücke gebildet. Das Haus trägt die Konskriptionsnummer 82 (tschechisch č.p. 82). Das Haus gehört zum UNESCO-Weltkulturerbe.[3][4]